# مخيشم
المخيشم (الاسم العلمي: Pleurobranchus) هي جنس من الرخويات يتبع الفصيلة المخيشمية من رتبة مخيشميات الشكل.

## أنواع المخيشم
- مخيشم إيفليني (الاسم العلمي:Pleurobranchus evelinae)
- مخيشم إيوسبي (الاسم العلمي:Pleurobranchus iouspi)
- مخيشم أبيض (الاسم العلمي:Pleurobranchus niveus)
- مخيشم أبيض البقع (الاسم العلمي:Pleurobranchus albiguttatus)
- مخيشم أسود النقط (الاسم العلمي:Pleurobranchus nigropunctatus)
- مخيشم بيروني (الاسم العلمي:Pleurobranchus peronii)
- مخيشم ضرعي (الاسم العلمي:Pleurobranchus mamillatus)
- مخيشم ديغوتي (الاسم العلمي:Pleurobranchus digueti)
- مخيشم سيمبري (الاسم العلمي:Pleurobranchus semperi)
- مخيشم غراسياغومتزي (الاسم العلمي:Pleurobranchus garciagomezi)
- مخيشم غشائي (الاسم العلمي:Pleurobranchus membranaceus)
- مخيشم فورسكالي (الاسم العلمي:Pleurobranchus forskalii)
- مخيشم كاليدوني (الاسم العلمي:Pleurobranchus caledonicus)
- مخيشم كبير (الاسم العلمي:Pleurobranchus grandis)
- مخيشم كروسي (الاسم العلمي:Pleurobranchus crossei)
- مخيشم لبني (الاسم العلمي:Pleurobranchus lacteus)
- مخيشم هالاتي (الاسم العلمي:Pleurobranchus areolatus)
- مخيشم هيلي (الاسم العلمي:Pleurobranchus hilli)
- مخيشم وبيري (الاسم العلمي:Pleurobranchus weberi)
- (الاسم العلمي:Pleurobranchus emys)
- (الاسم العلمي:Pleurobranchus testudinarius)